# Stop (Stockhausen)

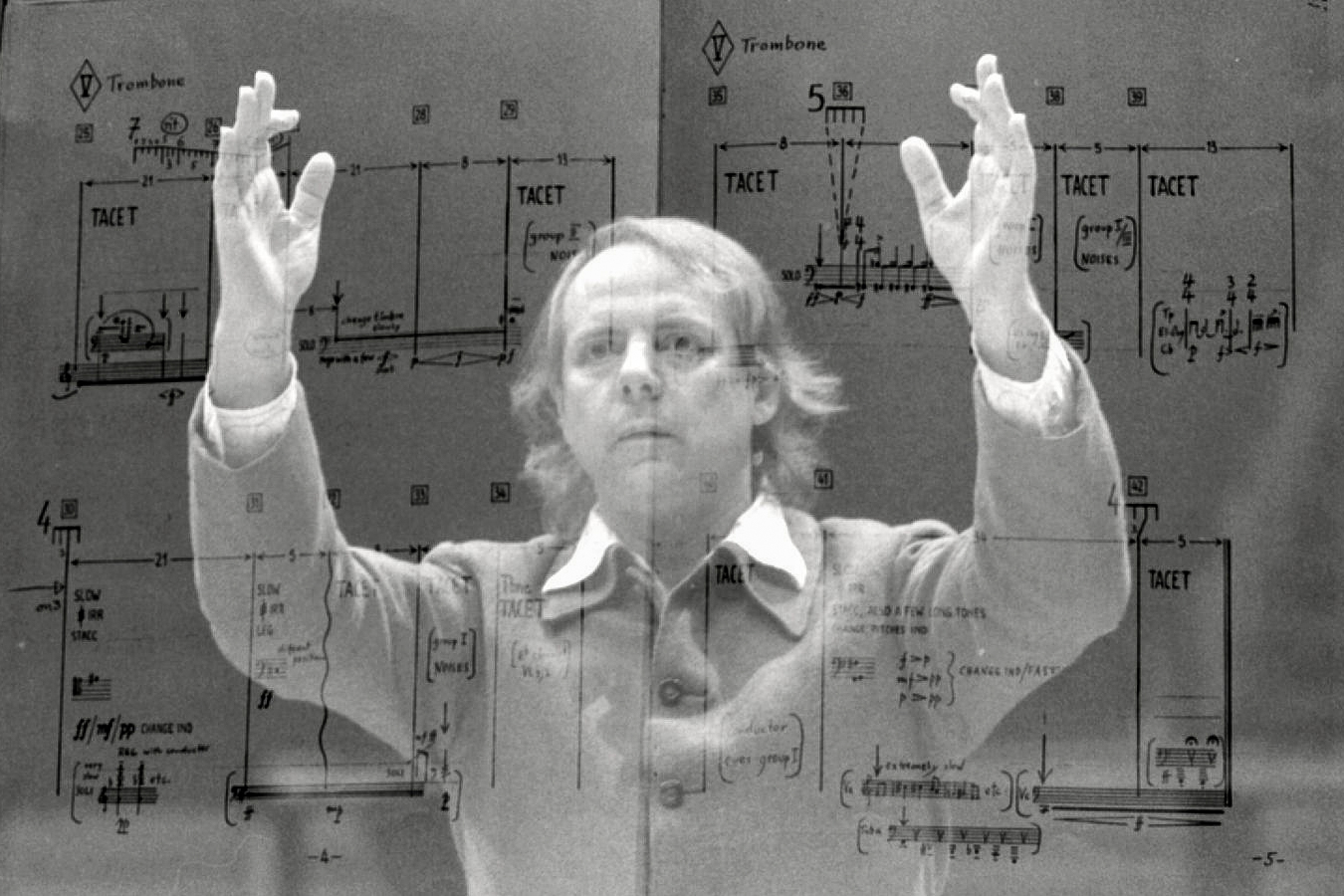
Stockhausen dirigiendo en 1980, superpuesto a una página de Stop

Stop es una composición para orquesta (dividida en seis grupos) de Karlheinz Stockhausen, obra-número 18 en el catálogo de obras del compositor, donde también se encuentran dos realizaciones interpretativas como Nr. 18½ y nro. 18⅔.

## Historia
Stop es una obra de unos 20 minutos de duración, escrita en una sola sesión en la pizarra en 1965 durante un seminario de composición en los Cursos de Música Nueva de Colonia 1964-1965, en respuesta a la solicitud de un estudiante de una demostración del proceso de la creación de una obra, incluidos los "detalles precisos". La instrumentación es flexible, y también se debe desarrollar un proceso orgánico que une el todo a partir de la partitura básica para hacer una versión antes de que se pueda ejecutar. El título se deriva del hecho de que, de vez en cuando, ruidos o silencios coloreados detienen estos procesos de desdoblamiento de conjuntos de tonos. Además de la partitura original, se han publicado dos versiones interpretativas realizadas por el compositor: una "Versión de París" para diecinueve instrumentos, Nr. 18½ (1969) y Stop und Start (Detener y comnezar) para seis grupos instrumentales (doce intérpretes) (2001) Nr. 18⅔. El título alterado de la versión de 2001 simplemente refleja el hecho de que un nuevo grupo de sonido se pone en marcha después de cada interrupción. La "Versión de París" fue la del estreno mundial, dada el 2 de junio de 1969 bajo la batuta de Diego Masson en el Théâtre National Populaire, Palais de Chaillot, como parte del quinto de una serie de siete conciertos de las obras de Stockhausen. La "Versión de Londres" se llevó a cabo en 1973. Aunque esta versión fue interpretada y grabada, es cercana a la versión de París y no se ha publicado ni se le ha dado un número separado en el catálogo del compositor.

## Forma
Stop consta de cuarenta y dos secciones, cada una caracterizada por una configuración diferente de tonos o de ruidos. Las duraciones de estos grupos están relacionadas por proporciones de números de Fibonacci, mientras que sus tonos se basan en un "acorde central" de doce notas, dentro del cual una sucesión de nueve tonos simples progresa gradualmente hacia abajo, alternando con una progresión ascendente de seis bicordios que de repente cae en el registro bajo para un final, séptimo bicordio. Intercalados entre estos tonos simples y dobles hay seis tricordios en un patrón descendente-ascendente, cuatro tetracordios en forma irregular de abajo hacia arriba y dos acordes de seis notas ampliamente separados en los grupos 9 y 41. Según un análisis diferente, hay doce tonos centrales que caen gradualmente (con una desviación en el medio) en el transcurso de la obra:
Cerca del final, una canción infantil oculta aparece "como el viento", en trémolos agitados y disonantes sobre una línea de bajo solemne. Esta melodía tonal, presentada como una señal de radio de onda corta simulada, parece tener la intención de provocar una fuerte reacción emocional.
Aunque la partitura especifica que los seis grupos se coloquen "lo más separados posible", la versión realizada por el compositor en Londres el 9 de marzo de 1973 no los diferencia espacialmente.

## Instrumentación

### Versión de París
La instrumentación en esta versión es flexible, pero se sugiere la siguiente partitura a modo de ejemplo:
- Grupo I: oboe, piano, sintetizador
- Grupo II: sintetizador, trompeta, violonchelo
- Grupo III: vibráfono + tamtam, clarinete bajo, violonchelo eléctrico
- Grupo IV: corno inglés, sintetizador, fagot
- Grupo V: clarinete, violín, arpa, trombón
- Grupo VI: flauta, fagot eléctrico, trompa

### Versión de Londres
La instrumentación se basa en la versión de París:
- Grupo I: oboe, piano, órgano eléctrico
- Grupo II: electronium, trompeta, violonchelo
- Grupo III: vibráfono + tamtam, clarinete bajo, violonchelo eléctrico
- Grupo IV: corno inglés, sintetizador, fagot
- Grupo V: clarinete, violín, arpa, trombón
- Grupo VI: flauta, fagot eléctrico + saxofón alto + sintetizador, trompa

### Stop und Start
Aunque los detalles de la partitura están más trabajados en esta versión, también es posible sustituir instrumentos, o incluso aumentar los números, siempre que se mantenga el equilibrio entre los grupos.
- Grupo I: sintetizador y clarinete bajo
- Grupo II: sintetizador y trombón
- Grupo III: sintetizador y corno di bassetto
- Grupo IV: sintetizador y saxofón
- Grupo V: sintetizador y trompeta
- Grupo VI: sintetizador (o percusión) y flautas (un intérprete)

Además de la participación de intérpretes y el director del ensamble, ambas versiones están amplificadas electrónicamente, lo que implica la inclusión de altavoces, micrófonos y una mesa de mezclas operada por un director de sonido.

## Discografía
- Kontra-Punkte / Zeitmasze / Stop / Adieu. Stockhausen‐Verlag, 1992[11]
- Stockhausen: Stop; Ylem . London Sinfonietta, Karlheinz Stockhausen (dir.). Grabación de LP. DG DG 2530 442. Hamburgo: Deutsche Grammophon, 1974. Stop reeditado en CD, Stockhausen: Kontra-Punkte; Zeitmaße; Stop; Adieu. Stockhausen Complete Edition CD 4. Kürten: Stockhausen-Verlag, 2002.
- Stockhausen: Europa-Gruss ; Stop und Start; Two Couples; Elektronische und Konkrete Musik zu Komet; Licht-Ruf. Stockhausen Complete Edition CD 64. Kürten: Stockhausen-Verlag, 2002.